# Cornish (Utah)
Cornish es una población del condado de Cache, estado de Utah, Estados Unidos. Según el censo de 2000, la población era de 259 habitantes. Se encuentra en el área metropolitana estadística parcial de Logan-Idaho.

## Geografía
Según la oficina del censo de Estados Unidos, la localidad tiene una superficie total de 12,6 km². De los cuales 12.5 km² son tierra y el 0,21% está cubierto por agua.

## Demografía
Según el censo de 2000, había 259 habitantes, 73 casas y 61 familias residían en la localidad. La densidad de población era 20,7 habitantes/km². Había 76 unidades de alojamiento con una densidad media de 6,1 unidades/km².
La máscara racial de la ciudad era 97,68% blanco, 0,77% asiático, 0,39% de otras razas y 1,16% de dos o más razas. Los hispanos o latinos de cualquier raza eran el 2,32% de la población.
Había 73 casas, de las cuales el 52,1% tenía niños menores de 18 años, el 75,3% eran matrimonios, el 8,2% tenía un cabeza de familia femenino sin marido, y el 15,1% no eran familia. El 9,6% de todas las casas tenían un único residente y el 5,5% tenía sólo residentes mayores de 65 años. El promedio de habitantes por hogar era de 3,55 y el tamaño medio de familia era de 3,84.
El 39,0% de los residentes era menor de 18 años, el 13,1% tenía edades entre los 18 y 24 años, el 25,1% entre los 25 y 44, el 15,4% entre los 45 y 64, y el 7,3% tenía 65 años o más. La media de edad era 24 años. Por cada 100 mujeres había 90,4 hombres. Por cada 100 mujeres de 18 años o más, había 85,9 hombres.
El ingreso medio por casa en la localidad era de 40.417$, y el ingreso medio para una familia era de 42.292$. Los hombres tenían un ingreso medio de 33.571$ contra 21.875$ de las mujeres. Los ingresos per cápita para la ciudad eran de 15.287$. Aproximadamente el 7,0% de las familias y el 12,9% de la población estaban por debajo del nivel de pobreza, incluyendo el 17,5% de menores de 18 años y a ningún mayor de 65.
- Datos: Q482787
- Multimedia: Cornish, Utah / Q482787

1. ↑  Zip Data Maps, código ZIP n.º 84308.